# Aleksandr Gauk
Aleksandr Wasiljewicz Gauk (ros. Алекса́ндр Васи́льевич Га́ук; ur. 3 sierpnia?/15 sierpnia 1893 w Odessie, zm. 30 marca 1963 w Moskwie) – radziecki kompozytor, dyrygent i pedagog.

## Życiorys
Ukończył Konserwatorium Petersburskie (1917), gdzie jego nauczycielami byli Nikołaj Czeriepnin (dyrygentura) oraz Jāzeps Vītols i Wasilij Kałafati (kompozycja). W latach 1920–1931 był dyrygentem Teatru Opery i Baletu w Leningradzie. Był pierwszym dyrygentem Filharmonii Leningradzkiej (1930–1934) i Państwowej Orkiestry Symfonicznej ZSRR w Moskwie (1935–1941). Od 1953 do 1962 roku był dyrygentem i kierownikiem artystycznym Wielkiej Orkiestry Symfonicznej Wszechzwiązkowego Radia. Dokonał prawykonań wielu utworów Szostakowicza, Miaskowskiego, Chaczaturiana i Szaporina. W 1954 roku otrzymał tytuł Ludowego Artysty RFSRR. Był wykładowcą konserwatoriów w Leningradzie (1927–1933 i 1946–1948), Tbilisi (1941–1943) i Moskwie (1939–1963). Do jego uczniów należeli Jewgienij Mrawinski, Aleksandr Mielik-Paszajew, Konstantin Simieonow i Jewgienij Swietłanow.
Skomponował m.in. symfonię, koncert na harfę, koncert fortepianowy, pieśni. Dokonał orkiestracji opery Modesta Musorgskiego Ożenek. Na podstawie zachowanych głosów orkiestrowych zrekonstruował I Symfonię Rachmaninowa.